# Villalba (Porto Rico)
Villalba é um município de Porto Rico, situado na região central da ilha. Tem 97,61 km² de área e sua população em 2010 foi estimada em 26.083 habitantes. Limita com os municípios de Juana Díaz, Orocovis e Coamo.